# Восточный Монлюсон
Восто́чный Монлюсо́н (фр. Montluçon-Est) — кантон во Франции, находится в регионе Овернь, департамент Алье. Входит в состав округа Монлюсон.
Код INSEE кантона — 0320. Всего в кантон Восточный Монлюсон входит 6 коммун, из них главной коммуной является Монлюсон.

## Коммуны кантона
| Коммуна      | Население, чел. (1999) | Почтовый индекс | Код INSEE |
| ------------ | ---------------------- | --------------- | --------- |
| Верне        | 584                    | 03190           | 03305     |
| Денёй-ле-Мин | 351                    | 03170           | 03097     |
| Дезертин     | 4646                   | 03630           | 03098     |
| Монлюсон     | 7827                   | 03100           | 03185     |
| Сент-Анжель  | 685                    | 03170           | 03217     |
| Шамбле       | 941                    | 03170           | 03052     |

## Население
Население кантона на 2006 год составляло 14 405 человек.
| 1962 | 1968 | 1975 | 1982 | 1990   | 1999   | 2006   | 2007 | 2008 |
| ---- | ---- | ---- | ---- | ------ | ------ | ------ | ---- | ---- |
| —    | —    | —    | —    | 15 453 | 15 035 | 14 405 | —    | —    |